# Bruno Kircheisen

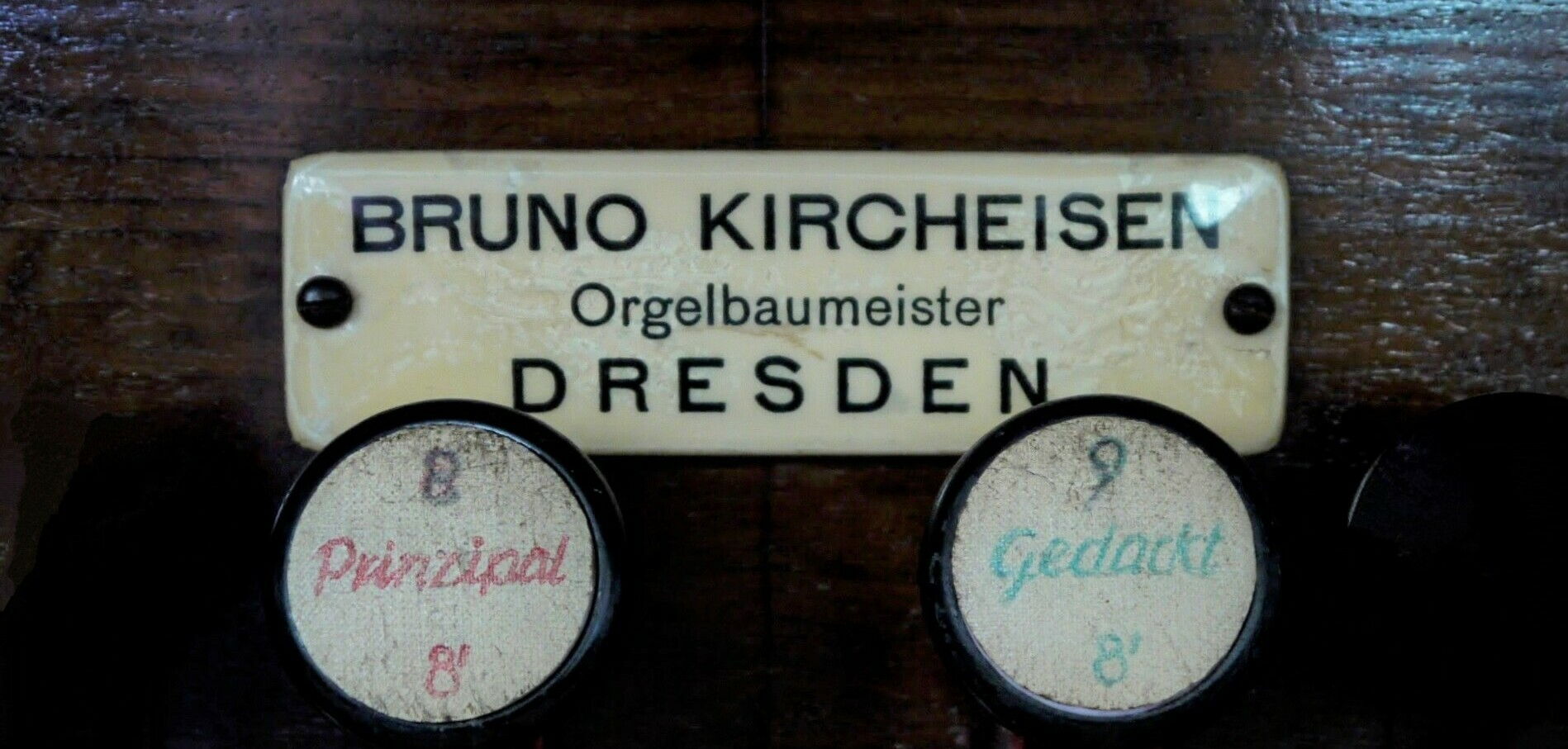
Erbauerschild in Kleinröhrsdorf

Annonce Kircheisens (1900)

Ernst Bruno Kircheisen (* 22. Dezember 1852 in Stollberg/Erzgeb.; † 25. September 1921 in Siegen) war ein deutscher Orgelbauer, der in der zweiten Hälfte des 19. Jahrhunderts in Sachsen tätig war.

## Leben
Bruno Kircheisen wurde 1852 in Stollberg im Erzgebirge geboren. Er war ein Sohn des Nadlermeisters und Galanterie-, Porzellan-, Spielwaren- und Lebensmittelhändlers Louis Bruno Kircheisen (1817–1908) und dessen Ehefrau Juliane Henriette Jehmlich (1822–1857), einer Tochter des Orgelbauers Carl Gottlieb Jehmlich (1786–1867) aus Cämmerswalde/Neuwernsdorf. Die Familie wohnte in Stollberg im Haus Niedergasse 43. Nach Besuch der Stollberger Knabenschule trat er bei seinem Onkel, dem Hoforgelbauer Carl Eduard Jehmlich (1824–1889) in Dresden, in die Orgelbauerlehre. Nach Abschluss der Lehre trat er 1874 in die Orgelbauwerkstatt von Urban Kreutzbachs Sohn Richard in Borna ein. Nach einer Wanderschaft in Süddeutschland und im Rheinland ließ er sich in Dresden nieder, wo er am 6. Juni 1884 das Gewerbe anmeldete und eine eigene Orgelbauwerkstatt begründete.
Kircheisen war als Orgelbaumeister überwiegend im Erzgebirge und in Dresden und Umgebung, aber auch im Kreis Meißen tätig. Er führte dort Reparaturen und Umbauten an vorhandenen Orgeln aus. Fälschlich ihm zugewiesen ist ein 1862 datierter Neubau einer Orgel in der Kapelle des Schlosses Hoheneck, das als Frauengefängnis genutzt wurde. Dieser wurde laut Gunter Lasch vielmehr erst 1866 von Johann Gottlieb Kralapp (1827–1891) ausgeführt.
Reparaturen führte Kircheisen 1886 in Dorf Wehlen und 1887 in der Waisenanstalt Bräunsdorf durch. 1888 reparierte er in seiner Geburtsstadt Stollberg die 1842 erbaute Jehmlich-Orgel in der Jakobikirche. 1889 errichtete er eine neue Orgel nach der Erweiterung des Kirchsaals in der Anstalt auf Schloss Hoheneck. Hierbei handelte es sich um Bruno Kircheisens Erstlingswerk Op. 1. In Summe sind elf Orgelneubauten Kircheisens bekannt, von denen acht (Stand: 2021) erhalten, zum Teil aber umgebaut worden sind.
In den Adressbüchern von Dresden ist Kircheisen noch bis 1920 als Orgelbauer nachweisbar. In der Zeitschrift für Instrumentenbau war im Oktober 1921 zu lesen: „Der Orgelbaumeister Herr Bruno Kircheisen in Dresden ist vor kurzem verstorben.“ Er war allerdings zu diesem Zeitpunkt bereits zusammen mit seiner Frau Maria Minna (geb. Grauel) zu ihrem 1879 in Borna geborenen Sohn Johannes Walter Arthur Kircheisen (Architekt), nach Siegen/Westf. übersiedelt, wo er am 25. September 1921 im Alter von 69 Jahren erblindet verstarb.

## Weiteres Engagement
Bruno Kircheisen war Vorsitzender des 1885 gegründeten Vereins Erzgebirger in Dresden. Neben wohltätigen Zwecken wurde es als Hauptaufgabe des Vereins betrachtet, „die Liebe zur Heimat, sowie heimatliche Sitten und Gebräuche zu pflegen und seinen Mitgliedern edle Geselligkeit zu bieten.“ Kircheisens Wohnhaus in der Zöllnerstraße Nummer 8 war 1916 auch Sitz der Geschäftsstelle des Vereins.

## Werke
| Jahr | Ort                | Kirche                          | Bild | Manuale | Register | Bemerkungen |
| ---- | ------------------ | ------------------------------- | ---- | ------- | -------- | --- |
| 1889 | Stollberg/Erzgeb.  | Schloss Hoheneck                |      | I/P     | 11       | stand seit 1975 ungenutzt, Restaurierung 2019 durch Josef Poldrack                                                   |
| 1891 | Gröditz            | Evangelische Kirche             |      | II/P    | 14       | erhalten; 1961 durch Orgelbau Schmeisser um ein Rückpositiv mit Schleiflade erweitert, letzte Generalüberholung 2016 |
| 1893 | Dorfchemnitz       | Kirche Dorfchemnitz             |      | II/P    | 17       | erhalten |
| 1894 | Dresden            | Trinitatiskirche                |      | II/P    |          | nicht erhalten; Kriegsverlust 1945                                                                                   |
| 1896 | Zschorlau-Albernau | Evangelische Johanniskirche     |      | II/P    | 15       | erhalten |
| 1896 | Unkersdorf         | Evangelische Dorfkirche         |      | II/P    | 12       | erhalten; Restaurierung 1999 Orgel                                                                                   |
| 1897 | Bräunsdorf         | Betsaal Anstalt Bräunsdorf      |      | II/P    | 11       | weitgehend zerstört                                                                                                  |
| 1899 | Beierfeld          | Christuskirche                  |      | II/P    | 20       | in einen Prospekt von Otto Paulig eingebaut; 1921 Umbau durch Hermann Eule Orgelbau Bautzen                          |
| 1901 | Kleinröhrsdorf     | Dorfkirche                      |      | II/P    | 12       | erhalten, 1980 Restaurierung und neobarockisierende Dispositionsänderung durch Johannes Schubert (Dresden) → Orgel   |
| 1902 | Großschweidnitz    | Betsaal Anstalt Großschweidnitz |      |         |          | nicht erhalten; 2002 ersetzt                                                                                         |
| 1905 | Berbisdorf         | Kirche Berbisdorf               |      | II/P    | 16       | erhalten |